# Maria Manni-Jottini
Maria Manni-Jottini, o Iottini (Alessandria, 13 de setembre de 1921 - Broni, 16 de juliol de 2007), fou una soprano italiana.
Als 18 anys, el 1939, va guanyar el primer concurs nacional d'artistes de la cançó, anomenat per l'EIAR. Amb l'orquestra de Pippo Barzizza va portar l'èxit de la cançó Maramao perché sei morto?, escrita per Mario Panzeri i cantada per Iottini amb l'acompanyament del Trio Lescano. En poc temps es guanya el sobrenom d'Usignolo della radio (Rossinyol de la ràdio). També va aparèixer, el 1940, en una pel·lícula dedicada precisament a aquest mitjà de comunicació de masses, Ecco la radio!.
Al final dels anys quaranta es va retirar de l'escena quan es va casar, va ser mare i es va traslladar a Florència.
El 1958 va tornar al món de la música com a soprano lírica lleugera, treballant entre altres coses al Maggio Musicale Fiorentino i al Teatro Regio di Parma, aconseguint molts èxits fins als anys 80. El 1987 va fer una breu aparició a la pel·lícula I miei primi 40 anni (amb Carol Alt) interpretant una cantant d'òpera.
Els darrers anys de la seva vida es va retirar a Broni.
La Temporada 1962-1963 va cantar a L'elisir d'amore al Gran Teatre del Liceu.